# 邱家庄遗址
邱家庄遗址，是位于山东省烟台市福山区门楼镇邱家庄村的一处古遗址，为中华人民共和国全国重点文物保护单位之一。
2006年12月7日，授予山东省文物保护单位。2019年10月，列入第八批全国重点文物保护单位。